# Болотне (Новосибірська область)
Болотне — місто в Росії, адміністративний центр Болотнинського району Новосибірської області.
Населення — 15 931 чол. (2015). Місто розташоване на південному сході Західно-Сибірської рівнини, на кордоні з Кемеровською областю, за 126 км на північний схід від Новосибірська (по залізниці — 123 км).
У місті розташовані залізнична станція Болотна, підприємства залізничного транспорту, хлібокомбінат, швейна фабрика, виробництво будматеріалів, гофротарний завод.
Глава муніципального утворення — Олег Валерійович Корольов.

## Історія
Болотне виникло в 1805 році як ямщицька станція на Московсько-Сибірському тракті, отримало свою назву від назви річки Болотної, за іншою версією, на прізвище засновників — ямщиків Болотникових. Зростанню села Болотне на початку XIX століття сприяла та обставина, що саме на цій станції від Московсько-Сибірського тракту відходив Барнаульський тракт, що з'єднував Томськ і Барнаул. У 1849 році в Болотному налічувалося 100 будинків, проживало близько 400 жителів, були церква, поштова станція, етап, лавки. У 1863 році при Болотнинській церкві була відкрита церковно-приходська школа, діяла до 1917 року, село Болотне — адміністративний центр Болотнинської волості Томського повіту.
У 1921 році, при виділенні Новомиколаївської губернії зі складу Томської губернії, село-станція Болотне і Болотнинська волость залишаються у складі Томського повіту Томської губернії.
У 1925 році в Західному Сибіру розформовуються колишні губернії і області, створюється єдиний Сибірський край з адміністративним центром в Новосибірську. Болотне стає районним центром Болотнинському районі Томського округу Сибірського краю. З 1937 року район у складі новоствореної Новосибірської області.

## Населення
| 1931    | 1959    | 1967    | 1970    | 1979    | 1989    | 1992    |
| ------- | ------- | ------- | ------- | ------- | ------- | ------- |
| 7800    | ↗26 762 | ↘22 000 | ↘21 890 | ↘20 838 | ↘20 006 | ↗20 200 |
| 1996    | 1998    | 2000    | 2001    | 2002    | 2003    | 2005    |
| ↗20 700 | ↘20 400 | ↘19 600 | ↘19 100 | ↘18 170 | ↗18 200 | ↘17 600 |
| 2006    | 2007    | 2008    | 2009    | 2010    | 2011    | 2012    |
| ↘17 500 | ↘17 329 | ↘17 200 | ↘17 046 | ↘16 570 | ↗16 600 | ↘16 348 |
| 2013    | 2014    | 2015    | 2016    | 2017    |         |         |
| ↘16 202 | ↘16 105 | ↘15 931 | ↘15 739 | ↘15 629 |         |         |